# Smiley (film, 2012)
Pour les articles homonymes, voir Smiley (homonymie).
Pour plus de détails, voir Fiche technique et Distribution.
Smiley est un film américain réalisé par Michael J. Gallagher, sorti en 2012.

## Synopsis
Le film tourne autour d'une légende urbaine, le tueur Smiley. Celui-ci se manifesterait, quand sur un site à la Chatroulette, l'un des utilisateurs écrit trois fois à la phrase « I did it for the lulz ». Alors, il apparaîtrait et tuerait le partenaire du chat puis celui qui a écrit la phrase.

## Fiche technique
- Titre : Smiley
- Réalisation : Michael J. Gallagher
- Scénario : Glasgow Phillips, Michael J. Gallagher et Ezra Cooperstein
- Musique : Dave Porter
- Photographie : Nicola Marsh
- Montage : Zach Anderson
- Production : Michael Wormser
- Société de production : Level 10 Films, Andrew E. Freedman Public Relations et Paramount Pictures
- Société de distribution : AMC Theatres (États-Unis)
- Pays :  États-Unis
- Genre : Horreur, thriller
- Durée : 95 minutes
- Dates de sortie : 
  -  États-Unis : 12 octobre 2012

## Distribution
- Caitlin Gerard : Ashley
- Melanie Papalia : Proxy
- Shane Dawson : Binder
- Andrew James Allen : Zane
- Liza Weil : Dr. Jenkins
- Roger Bart : le professeur Clayton
- Keith David : Diamond
- Toby Turner : Mark
- Michael Traynor : Smiley
- Jana Winternitz : Maria
- Nikki Limo : Stacy
- Steve Greene : Crash
- Richard Ryan : Kells
- DeStorm Power : Decepticon
- Jason Horton : Flasher
- Billy St. John : le père
- Patrick O'Sullivan : Cooper
- Tiger Darrien Blue Skylar : Mary
- Elizabeth Greer : la mère
- Ashlinn Gallagher : Amber

## Accueil
Le film a reçu un accueil défavorable de la critique. Il obtient un score moyen de 25 % sur Metacritic.